# Richard Faulkner, Baron Faulkner of Worcester

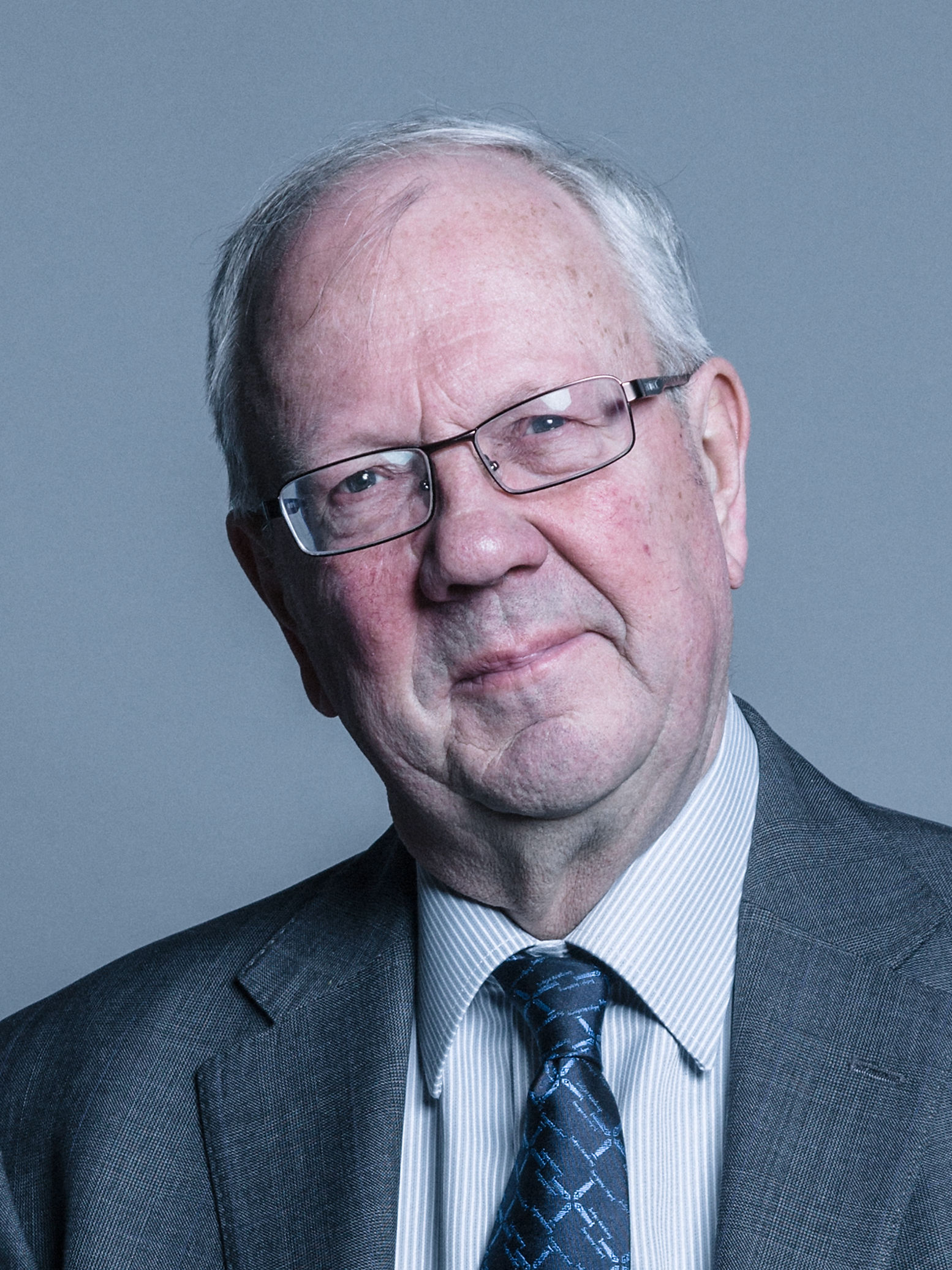
Richard Faulkner, Baron Faulkner of Worcester

Richard Oliver Faulkner, Baron Faulkner of Worcester (* 22. März 1946 in Manchester), ist ein britischer Politiker der Labour Party.
Er besuchte die Merchant Taylors’ School in London und studierte am Worcester College der Universität Oxford die Fächer Philosophie, Politik und Wirtschaftswissenschaften. Er arbeitete als Marktforscher und Journalist für die Labour Party. Er arbeitete als ehrenamtlicher Kommunikationsberater des Vorsitzenden der Labour Party in den Wahlen von 1987, 1992 und 1997.
Er gewann bei den Parlamentswahlen von 1970 und Februar 1974 im Wahlbezirk Devizes für die Labour Party und im Oktober 1974 im Wahlbezirk Monmouth sowie 1979 in Huddersfield West.
Am 14. Juli 1999 wurde er als Baron Faulkner of Worcester, of Wimbledon in the London Borough of Merton, zum Life Peer erhoben. Er arbeitete in einer Reihe von parlamentarischen Ausschüssen. Seine politischen Interessen sind nach eigener Aussage Transport, Sport, Menschenrechte, Rauchen und Gesundheit und Gleichstellung.
Seit 1968 ist er mit Susan Heyes verheiratet, sie haben zwei Töchter.